# کارن فوکوهارا
کارن فوکوهارا (انگلیسی: Karen Fukuhara؛ زاده ۱۰ فوریه ۱۹۹۲) بازیگر و صداپیشه آمریکایی است.
از نقش‌های معروف وی می‌توان به تاتسو یاماشیرو / کاتانا در فیلم ابرقهرمانی جوخه انتحار (۲۰۱۶)، و کیمیکو میاشیرو / مؤنث در مجموعه تلویزیونی پرایم ویدئو آمازون تحت عنوان پسران (۲۰۱۹) اشاره کرد. او همچنین برای صداپیشگی شخصیت کیپو در سریال پویانمایی کیپو و عصر هیولاهای عجیب در نتفلیکس شناخته شده‌است. همچنین او بازیگر فیلم قطار سریع‌السیر (۲۰۲۲) است و در این فیلم هم بازی بازیگرانی چون برد پیت و لیدی گاگا است.

## فیلم‌شناسی
| نام فیلم       | سال  | نقش                     |
| -------------- | ---- | ----------------------- |
| جوخه انتحار    | ۲۰۱۶ | تاتسو یاماشیرو / کاتانا |
| گمشده          | ۲۰۱۷ | لورا بیکر               |
| استری          | ۲۰۱۹ | نوری                    |
| سرحبابی        | ۲۰۲۰ | صداپیشه ایکیویی         |
| قطار سریع‌السیر | ۲۰۲۲ | کایدا ایازومی           |
| پسرک و هرون    | ۲۰۲۳ | صداپیشه لیدی هیمی       |

### بازی‌های ویدئویی
| سال  | عنوان          | نقش          | یادداشت‌ها        |
| ---- | -------------- | ------------ | ---------------- |
| ۲۰۲۲ | پروتکل کالیستو | دنی ناکامورا | نقش دنی ناکامورا |